# Марафон Хайле Гебреселассие
Марафон Хайле Гебреселассие — марафонский пробег, который впервые прошёл 20 октября 2013 года в городе Ауаса, Эфиопия. Марафон организован знаменитым эфиопским бегуном на длинные дистанции Хайле Гебреселассие. Наряду с основной дистанцией, также будет полумарафон, забег на 5 километров и массовый забег для детей.
Лимит участников — 1200 человек. Победители марафона 2013 года получили по 5500 долларов США призовых.

## Трасса марафона
Старт и финиш марафона и полумарафона был в двух километрах от центра города. Марафонская трасса состояла из 2-х кругов по 21 097,5 метров. Практически всю дистанцию бегуны бежали по асфальтированной дороге, за исключением небольшого участка. Высота над уровнем моря — 1700 метров. Основная часть марафона имела минимальный продольный уклон, за исключением нескольких подъёмов от озера Ауаса к центру города. 

## Результаты
Мужчины
- Гудиса Шентема — 2:15.23
- Текалегн Кебело — 2:15.24
- Тесфайе Бекеле — 2:17.26

Женщины
- Алмаз Негеде — 2:39.50
- Абебеч Тсегайе — 2:40.30
- Сентайеху Геташью — 2:44.22